# Richard Giese (Schriftsteller)
Richard Giese (* 2. Februar 1890 in Warlow; † 5. April 1965 ebenda) war ein deutscher Schriftsteller und Heimatdichter der Griesen Gegend, der vorwiegend auf Plattdeutsch schrieb.

## Leben
Nach dem Besuch der Volksschule in seinem Heimatdorf besuchte er das Lehrerseminar in Neukloster.
Seit 1909 arbeitete er als Lehrer in Wöbbelin, Warlow und ab 1912 in Rostock, wo er nach einer kurzen Unterbrechung im Ersten Weltkrieg bis 1926 lebte. Ein Jahr arbeitete er als Lehrer in Laage, bevor er sich 1927 pensionieren ließ. Er kehrte nach Warlow zurück und arbeitete als freischaffender Schriftsteller. Im gleichen Jahr erschienen die ersten Gedichte von ihm in den Mecklenburgischen Monatsheften. 1929 heiratete er. Nach Ausbruch des Zweiten Weltkriegs wurde er dienstverpflichtet und wirkte wieder als Lehrer. Nach dem Zweiten Weltkrieg nahm er 1949 seine Arbeit als Lehrer in Warlow und Ludwigslust wieder auf. 1948 erschien in einem Hamburger Verlag ein Buch Zwei Jahresringe mit hoch- und plattdeutschen Gedichten, das kein Erfolg wurde. In den 1950er Jahren erschienen eine Reihe von Geschichten und Gedichten von Giese in Zeitschriften. 1958 wurde Giese pensioniert, 1965 starb er in seinem Geburtshaus. 1989 brachte der Rostocker Hinstorff Verlag eine Sammlung von Gedichten und Prosa heraus.
Gieses Geburtshaus in Warlow steht unter Denkmalschutz, ebenso sein Grab auf dem dortigen Friedhof.

## Werke
- Zwei Jahresringe : Hochdeutsche u. plattdeutsche Gedichte, Hermes-Verlag Hamburg 1948
- In Holt un Heid' ... : Gedichte und Prosa, Hinstorff Verlag Rostock 1989, ISBN 3-356-00246-5